# 明報校園記者計劃
明報校園記者計劃，簡稱明報校記計劃，1997年由明報創立，在香港就讀中四至中六的學生均可參加。計劃每年均有超過400名學生參加，由恆生銀行作為主要贊助商，香港中文大學以及香港浸會大學等機構亦支持此計劃。明報校記計劃提供編採攝培訓班、實習採訪、新聞講座等，更設有「星之約會」走訪名人政要。另外設有「傳媒Teen使」，由往屆校記出任；除協助校記活動進行，亦為明報「明teens」的實習記者，在該報上撰文就特定議題發表意見。

## 历史
每年十一月，明報均會舉行新一屆校記計劃的開幕典禮，同時頒獎予上一屆畢業的校園記者。
| 年度       | 屆別 | 主題          | 嘉賓                     | 報名人數 | 入選學生人數 | 備註 |
| ---------- | ---- | ------------- | ------------------------ | -------- | ------------ | ---- |
| 2011-2012  | 14   |               | 時任政務司長林鄭月娥     | 861      | 449          |      |
| 2012-2013  | 15   | 公民事 齊參與 | 時任立法會主席曾鈺成     | ／       | 450          |      |
| 2013-2014  | 16   | 多媒體 新世代 | 終審法院前首席法官李國能 | 1168     | 475          |      |
| 2014－2015 | 17   | 網世代 求真相 | 時任行政會議召集人林煥光 | ／       | 427          |      |
| 2015－2016 | 18   | 思辨．求真    | 時任行政會議成員胡紅玉   | ／       | 407          |      |
| 2016－2017 | 19   | 多元．準確    | 時任財政司司長曾俊華     | ／       | 432          |      |
| 2017－2018 | 20   | 跨越．傳承    | 傳媒工作者呂秉權、區家麟 | ／       | 357          |      |
| 2018－2019 | 21   | 尋真相拓視野  | 行政長官林鄭月娥         |          |              |      |
| 2019－2020 | 22   | 傳承求真精神  | 港科院創院院士徐立之     | ／       | 288          |      |

## 軼事

### 校園記者採訪期間被警方帶走
2014年11月27日凌晨，一名明報校園記者於旺角西洋菜南街持有效記者證採訪雨傘革命佔領運動期間，被警方以「安全」為由帶回警署後自行離去。。香港蘋果日報於11月28日A3版之報導則以「拳打腳踢15歲校園記者」爲題作報導，內容指該名校記被帶多名反黑警員拖往暗角按在地上被「拳打腳踢」，後被警方盤問訓示後才獲准離開，兩者有明顯出入。

### 開學禮向林鄭示威
2017年，中五男生劉康出席明報校園記者開學禮，在合照期間利用手機，展示支持港獨的標語，示威抗議林鄭月娥打壓香港獨立言論。
事後，葵涌循道中學校方警告劉康，並要求見家長，又表明，若再次於林鄭月娥後方，舉「香港獨立」標語，就會記過。
劉康認為，示威是應有的表達權利，不認為當日抗議港府是有錯，並對校方感到不滿。劉表示，不會怕被打壓而放棄示威權，並計劃於11月24日於葵涌循道中學校外，派發宣傳香港獨立之單張。
11月24日，劉康與眾人於葵涌循道中學外，示威抗議校方政治打壓，干預言論自由。
2018年11月28日，劉康發表文章，回顧此事，題為〈面對不義校方就要反抗〉，鼓勵學生「面對不義校方就要反抗」。

## 外部參考
- 明報校園記者計劃